# Tuta di Formbach
Tuta di Formbach (1037 – intorno al 1100) fu la fondatrice dell'abbazia di Suben e forse la seconda moglie del re Béla I d'Ungheria.

## Biografia
Tuta era la figlia del conte Enrico I (Hesso) di Formbach († intorno al 1030 o 1046) e di sua moglie Himildrud. Dopo la morte prematura del suo unico fratello, Herimann († 1030), i possedimenti intorno a Suben, compreso il castello di Suben e quelli nella valle di Pram, passarono a Tuta. Sua sorella Himiltrudis ricevette soprattutto proprietà a ovest dell'Inn. Le sorelle ricevettero quote uguali del lucroso sistema di dazi di Schärding.
Nel castello di Suben, che conteneva anche una chiesa dedicata a san Lamberto, Tuta istituì a metà dell'XI secolo una fondazione collegiale laica (clerici communiter viventes), anche se non è così facile da rintracciare storicamente. Durante la lotta per le investiture (1076-1122) vi furono conflitti armati tra il re Enrico IV e papa Gregorio VII, che videro i conti di Formbach, il vescovo Altmann di Passavia e il duca Guelfo I di Baviera schierati con il papa. Di conseguenza, Enrico IV occupò Passavia nel 1078, espulse il vescovo e devastò anche i possedimenti dei Formbach di Griesbach, Formbach, Neuburg e presumibilmente anche Suben. Probabilmente Tuta fuggì con il cugino conte Ecberto I in Ungheria, da cui tornò nel 1084. È possibile che la comunità sacerdotale di Suben sia stata fondata in questo periodo al posto del castello (la sorella di Tuta, Himiltrud, fece lo stesso con il castello di Formbach). Il monastero di Suben fu probabilmente rifondato dal suo pronipote, il vescovo Altmanno di Trento, nel 1126/1142. Un documento dell'arcivescovo Eberardo I di Salisburgo del 1153 afferma: "Tridentinus episcopus Altmannus Subenensem ecclesiam a quondam Regina Tuta nomine [...] primo fundatum restaravit".
Dopo la morte di Richenza di Polonia († 1058), Tuta divenne forse la seconda moglie del re ungherese Béla I nel 1059. Non si sa come Tuta sia arrivata alla corte reale ungherese. In seguito sposò Engelbrecht III, conte in Val Pusteria e conte palatino in Carinzia. Non si sa esattamente quando Tuta morì. L'iscrizione sulla sua lastra tombale gotica, che fu probabilmente acquistata sotto il prevosto Matthäus Meermoser, contiene l'indicazione MCXXXVI Kls May; tuttavia, ciò non può essere corretto, poiché Tuta nominò il figlio Koloman a capo del monastero di Suben nel 1095. L'intera iscrizione sulla lapide recita: "Hye leyt die hochgeporen chünichleychis geschlechtes czu ungern genannt Tuta stifterin decz gegenwertigen gotshaus hie czu Suben gestorben MCXXXVI KIs May "

## Famiglia e figli
Dal matrimonio con il re d'Ungheria Béla I (matrimonio non certo):
- Lamberto († 1095), duca nell'Ungheria meridionale;
- Adelaide (intorno al 1065-1122) ⚭ (I) Federico II, Domvogt di Ratisbona († 1080/96) ⚭ (II) Udalschalk I, conte di Lurngau (intorno al 1050-1115)[4](secondo altri, questa Adelaide è una figlia di Sofia d'Ungheria).

Dal matrimonio con Engelbrecht III (dei Sigeardingi?):
- Koloman, chierico;
- Adelaide († intorno al 1125) ⚭ (I) Federico I, Domvogt di Ratisbona ⚭ (II) Udalschalk, conte im Lurngau (Alta Carinzia) († intorno al 1124).